# Haucourt-Moulaine
 Haucourt-Moulaine  es una población y comuna francesa, en la región de Lorena, departamento de Meurthe y Mosela, en el distrito de Briey y cantón de Herserange.

## Demografía
| 2815 | 4651 | 4517 | 3899 | 3328 | 2987 |
| Para los censos de 1962 a 1999 la población legal corresponde a la población sin duplicidades (Fuente: INSEE [Consultar]) |      |      |      |      |      |